# Lipova (okręg Bacău)
Lipova – wieś w Rumunii, w okręgu Bacău, w gminie Lipova. W 2011 roku liczyła 627 mieszkańców.